# BIT Numerical Mathematics
BIT Numerical Mathematics es una revista de matemáticas trimestral revisada por pares que cubre la investigación en análisis numérico. Fue establecido en 1961 por Carl Erik Fröberg y es publicado por Springer Science+Business Media. El nombre "BIT" es un acrónimo inverso de Tidskrift för Informationsbehandling (en sueco: Journal of Information Processing). 
Los editores en jefe anteriores fueron Carl Erik Fröberg (1961-1992), Åke Björck (1993-2002), Axel Ruhe (2003-2015) y Lars Eldén (2016). A 2021, la editora en jefe es Gunilla Kreiss.
Peter Naur fue miembro del consejo editorial entre los años 1960 y 1993, y Germund Dahlquist entre 1962 y 1991. 

## Resumen e indexación
La revista está resumida e indexada en:
- Science Citation Index
- Scopus
- Zentralblatt Math
- EBSCO databases
- Academic OneFile
- ACM Digital Library
- Computer Abstracts International Database
- Computer Science Index
- Current Contents
- Current Index to Statistics
- International Bibliography of Book Reviews
- International Bibliography of Periodical Literature
- Mathematical Reviews
- PASCAL

Según Journal Citation Reports, la revista tiene un factor de impacto en 2020 de 1,663. 